# Agente matrimoniale
Agente matrimoniale è un film del 2006, diretto da Christian Bisceglia.

## Trama
Filippo fa l'agente matrimoniale per un'agenzia specializzata. Giovanni suo malgrado aiuta Filippo, costretto a fare i conti di nuovo con una realtà che credeva lasciata per sempre alle spalle, quella della provincia siciliana, sempre più confusa tra il passato e il futuro, divisa tra le processioni patronali e i microchip dell'Etna valley, tra gli arancini e la gioventù di tendenza, i colletti bianchi e i mafiosi di basso cabotaggio. Giovanni si trova coinvolto nei loschi traffici di Filippo, che ha perfezionato un metodo truffaldino per abbindolare ignari clienti.